# 舎利寺の戦い
舎利寺の戦い（しゃりじのたたかい）は、天文16年（1547年）7月21日、摂津国東成郡の舎利寺（現在の大阪市生野区）周辺において、細川晴元方の三好長慶らの軍と細川氏綱・遊佐長教らの軍が激突した戦い。応仁の乱以来の畿内における最大規模の合戦と言われ、三好長慶の実力が畿内に知れ渡る機会ともなった。

## 開戦に至る経緯

### 両細川の乱
永正4年（1507年）の細川政元暗殺以来、室町幕府の実権を握る細川氏は管領細川高国と細川澄元・晴元父子の両派に分かれ、畿内近国の諸勢力を巻き込んで長期にわたる抗争を続けていた（両細川の乱）。享禄4年（1531年）に至り、細川高国は摂津国天王寺（現在の大阪市天王寺区）の戦いに敗れ、尼崎方面へ退却したところを捕らえられて自害した（大物崩れ）。

### 細川氏綱・遊佐長教の攻勢

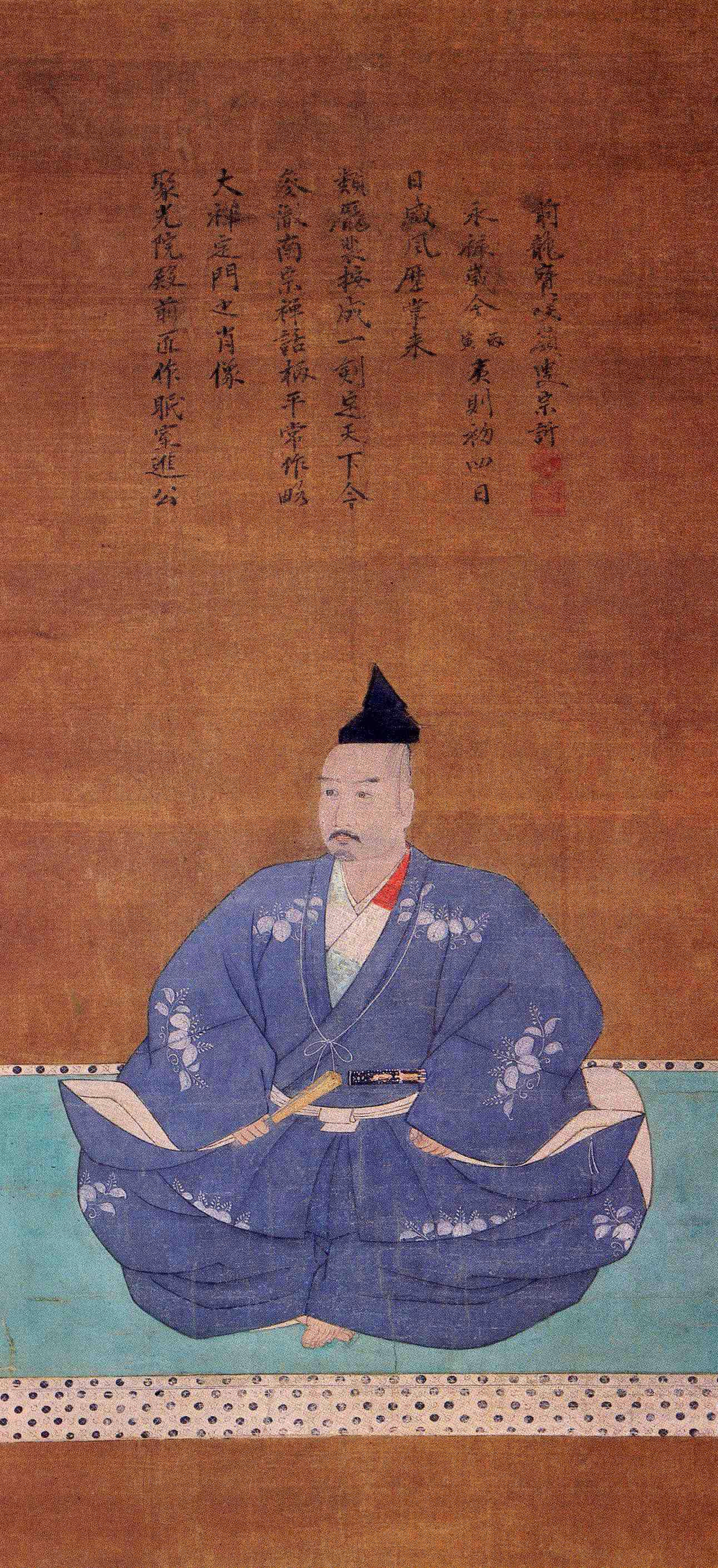
三好長慶像

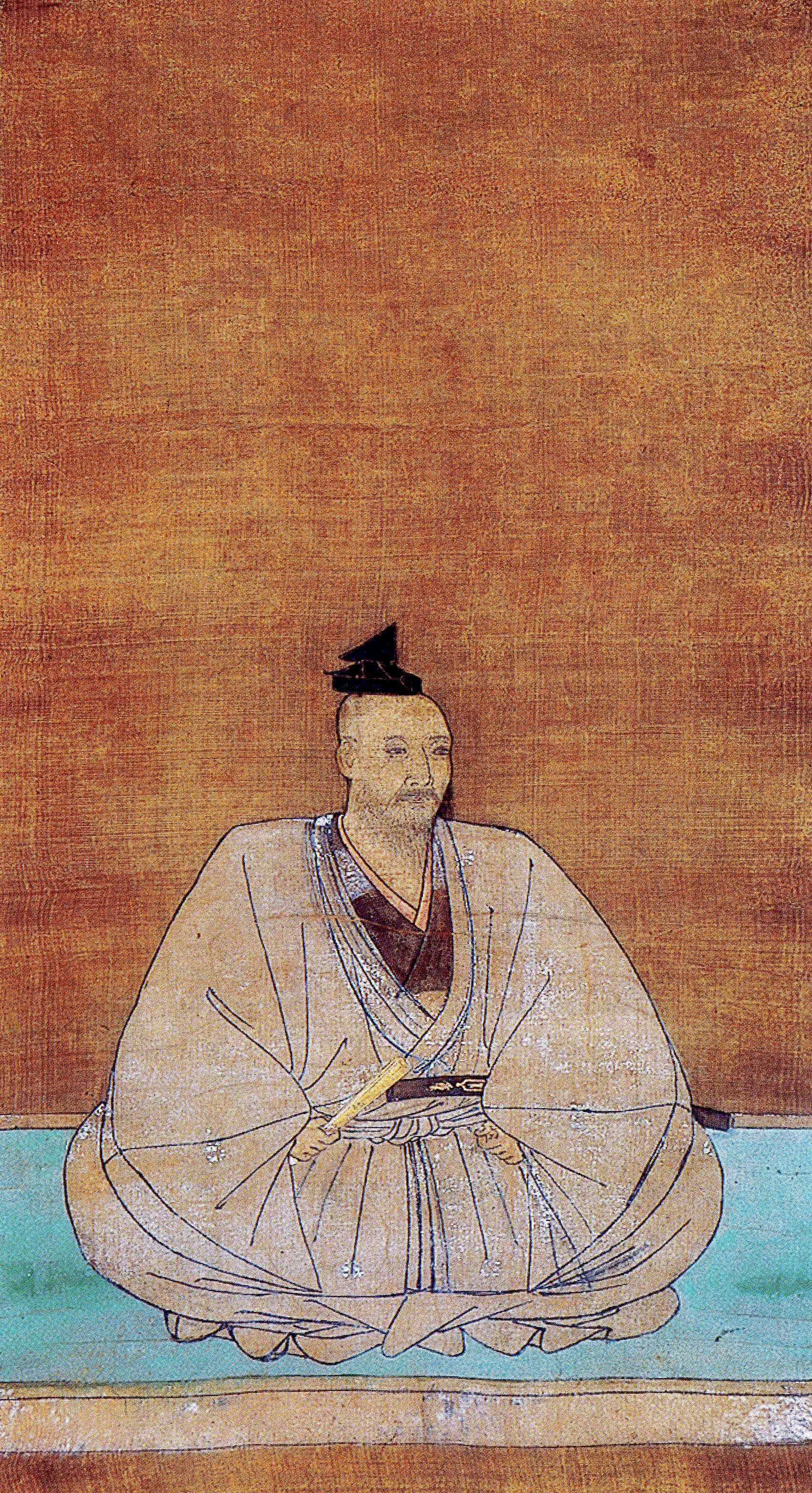
三好実休像

ここに細川晴元は畿内最大の勢力となり天文6年（1536年）には管領に就任したが、高国方の残存勢力はなおも抵抗し、畿内は混沌とした状態が続いた。天文11年（1542年）、和泉国で挙兵した高国の養子氏綱は同国堺を包囲した。ただ陥れることはできず、翌年（1543年）8月に摂津国住吉郡(大阪市)へ転進したが晴元方の三好長慶に敗北し、10月中旬に和泉の山間部に退却した。
細川氏綱はその後もしばしば他の高国派と共に小規模な戦闘を繰り返したが、天文15年（1546年）には河内守護代遊佐長教と結び、高屋城(大阪府羽曳野市)に入城する準備を整えた。これを聞きつけた細川晴元から討伐を命じられた三好長慶は、8月に堺に入り氏綱・遊佐連合軍を攻撃する準備にかかったが、却って包囲されてしまう。会合衆らの仲介によって包囲は解かれたものの、連合軍は北上して西成郡の大塚城(天王寺公園)を包囲した。
さらに遊佐長教は三宅城（大阪府茨木市）の三宅国村や池田城（大阪府池田市）の池田信正（久宗）へ書状を送って摂津の国衆を氏綱に帰参せしめ、晴元への裏切りを明確にした。長慶は大塚城の救出を断念して阿波守護細川持隆（氏之）に援軍を要請し、四国にある三好実休・十河一存や淡路水軍を率いる安宅冬康ら兄弟の勢力を結集することを優先したため、大塚城は9月4日に落城。三宅・池田の寝返りにより、晴元も同月14日に京都を離れ丹波国神尾山城（京都府亀岡市）へ退いた。氏綱・遊佐連合軍は京都方面に向かい芥川山城（大阪府高槻市）を攻撃、これに対して三好政長が後方から攻撃を仕掛けたが、城主芥川孫十郎は18日に和睦開城してしまう。

### 細川晴元・三好長慶の巻き返し
ここまで連敗続きの晴元・三好方であったが、11月13日に細川晴元が神尾山城(京都府亀岡市)から摂津国西部の神呪寺城(兵庫県西宮市)を経て長慶の越水城（同市）へ移動し、安宅冬康・三好実休・十河一存の援軍の軍船500船、兵2万も集結したことから、状況は有利に変化してきた。
長慶軍は、翌天文16年（1547年）2月20日に原田城（大阪府豊中市）、3月22日に三宅城(大阪府茨木市)を落とし、6月25日には芥川山城(大阪府高槻市)と池田城(大阪府池田市)を無血開城させ、摂津国内における勢力を巻き返していった。この間、3月29日には将軍足利義晴が京都郊外北東の勝軍地蔵山城(京都市左京区)に入って氏綱・遊佐連合軍を支援したが大勢には影響はなく、4月に近江守護六角定頼からも援軍を得た晴元・三好方が有利に立っていた。7月に三好軍は丹波から畑（京都市右京区梅ケ畑高雄町周辺）に入って一帯を焼き払い、12日に2万の軍勢で相国寺(京都市上京区)に布陣した。将軍義晴は19日に勝軍地蔵山城に自ら火を放ち、近江坂本へ逃亡し、晴元方が一年ぶりに京都を奪還した。

## 戦いとその影響

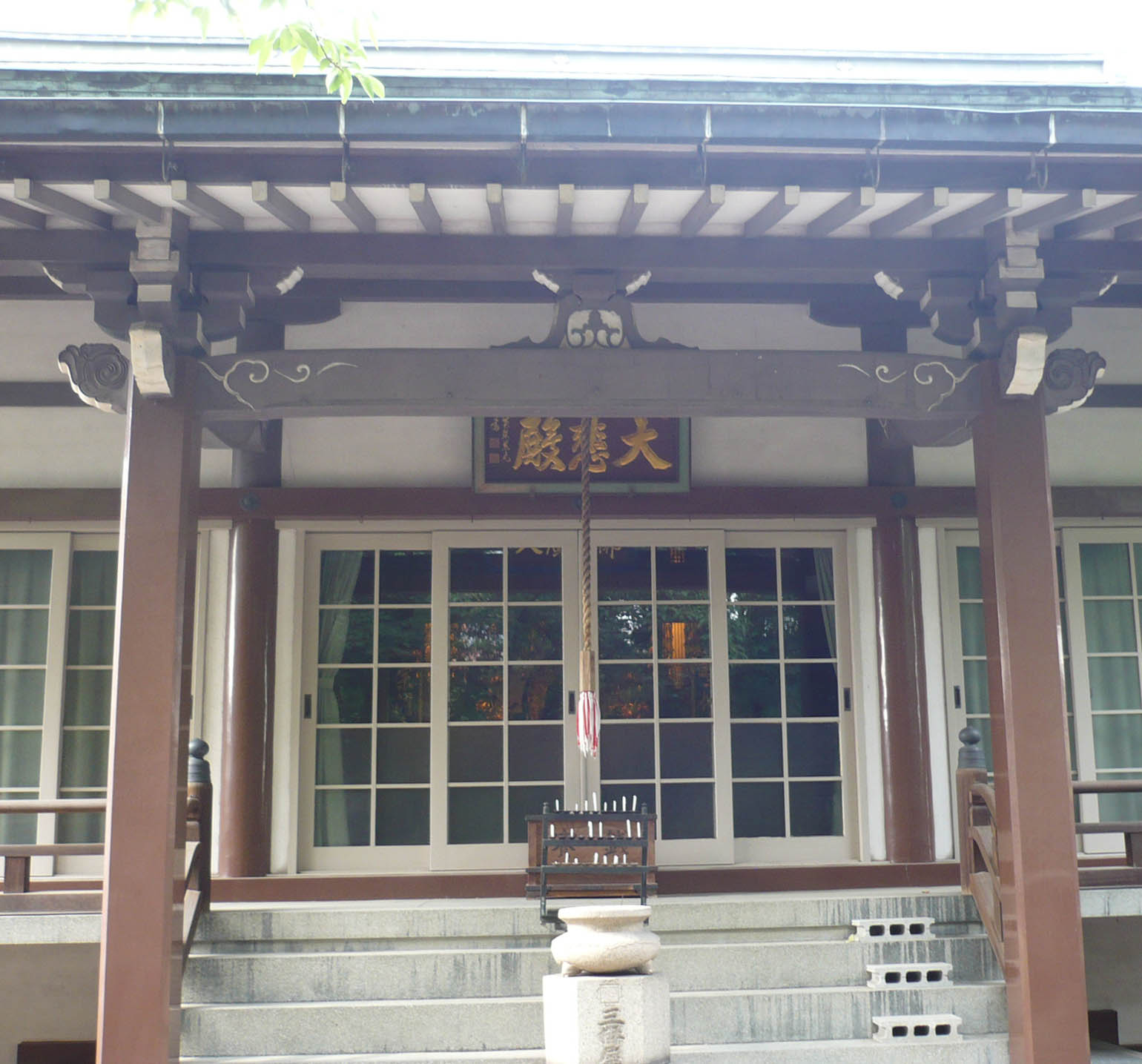
舎利尊勝寺の本堂

### 合戦の状況
一時の劣勢を挽回して畿内をほぼ制圧した三好軍の残る敵は、河内高屋城(大阪府羽曳野市)に拠る氏綱・遊佐連合軍であった。
7月21日、三好軍は河内十七箇所の榎並城(大阪市城東区)に集結し、各隊が高屋城を城撃をするため南下していった。
晴元・三好方の主な武将
- 三好政長
- 三好政勝
- 三好長慶
- 香西元成
- 三好実休
- 安宅冬康
- 松浦興信
- 畠山尚誠

この行動を察知した氏綱・遊佐連合軍は戦闘準備を整えて高屋城を立つと、正覚寺城(大阪市平野区)を経て北上していった。
氏綱・遊佐連合軍
- 遊佐長教
- 細川頼貞（四郎）
- 畠山政国

そして舎利寺(大阪市生野区)周辺で両軍が遭遇激突した。
応仁の乱以降、鉄砲伝来するまでの間の畿内最大といわれる舎利寺の戦いが開始される。
この時の戦闘の様子をは次のようにと記載されている。
「爰にて行合、両方矢戦を止メ、相カヽリニ懸ル、三好ヨリ畠山総州ト松浦肥前守ノ手一番二進ミ、互ニヤリ合ノ数刻ノ戦ナリ。両方ノ鑓数百本ノセリ合有。近代無双ノ大ゼリ合ナリ。河内ノ衆三木午ノ助ヲ初トシテ、究竟ノ兵四百人打死シケレバ、忽敗北シテ落行ケル。四国衆モ篠原雅楽助、安宅左京亮初テ五十余人打レニケル。今日合戦ハ松浦衆ト畠山総州衆ノ惣勝也トゾアツカイケル」（『足利季世紀』）。
矢戦から始まって総懸かりに移り、畠山尚誠と松浦興信の手勢が一番に進み、数時間の槍合わせは大合戦であったが、遊佐軍は400人が討ち死にして敗走、ただ四国勢も50名以上が討ち取られ、この日の戦は松浦勢と畠山尚誠勢の手柄であったとある。
また「両方二千人計討死」（『二条寺主家記抜粋』）との記載があり、舎利寺の戦いの戦死者は最終的には2000人前後に上ったのではないかと思われる。
この舎利寺の戦いは三好長慶の軍事力、才覚が畿内に知れ渡った。

### 長慶と長教の講和

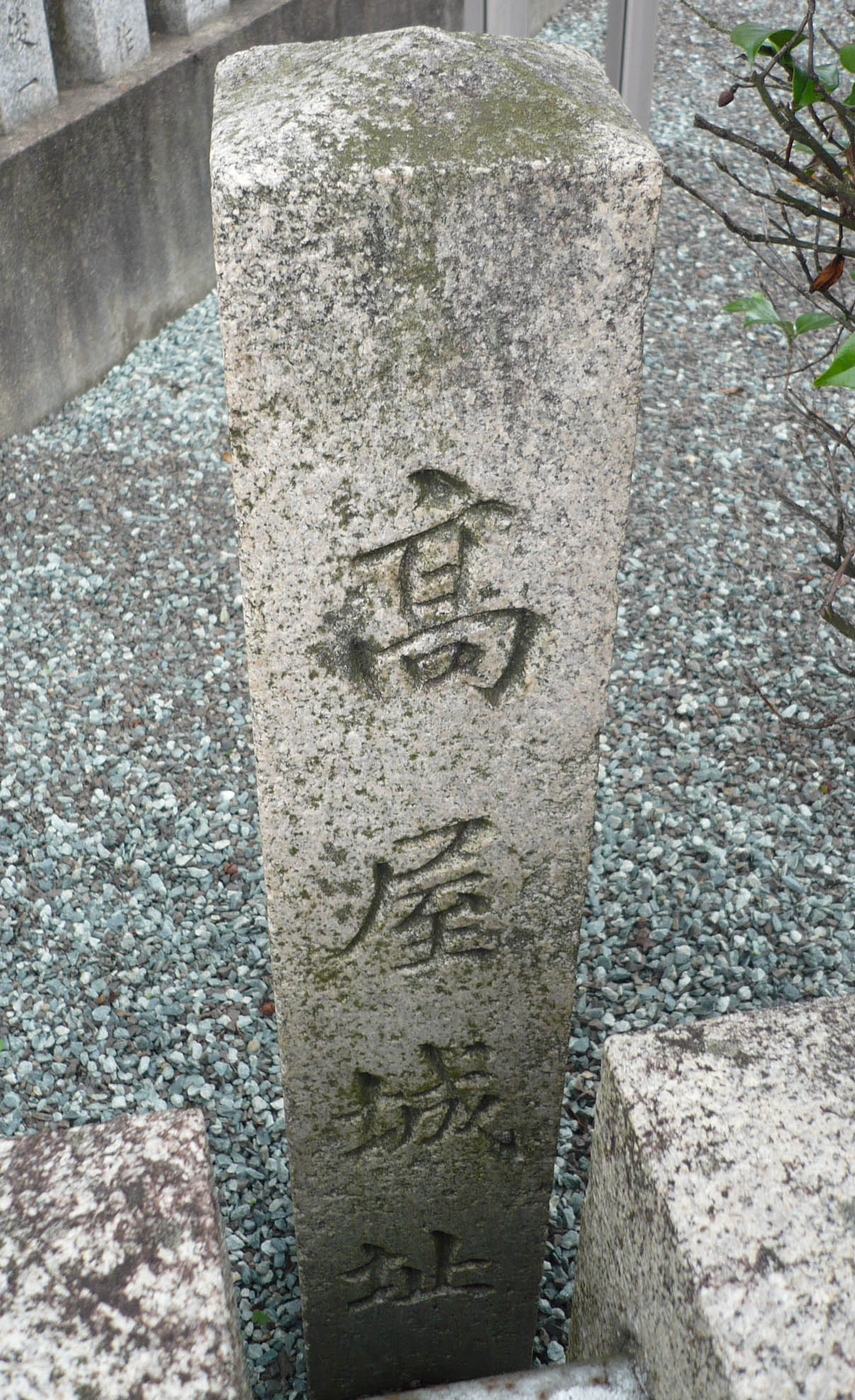
高屋城の石碑

敗戦の報を聞いた将軍義晴は落胆し、諦めたのか、閏7月1日に細川晴元と六角定頼に和睦の使者を送り帰京した。
一方、舎利寺から高屋城に逃げ去った遊佐軍を追撃する三好軍は若林（大阪府松原市若林周辺）に陣取り、それに対して氏綱・遊佐連合軍は足軽を出撃させ、小規模の戦闘が生じた。ただ決定的な勝敗はつかないまま天文16年が過ぎ、三好軍による包囲は越年して8ヶ月に及んだ。
天文17年（1548年）4月27日に至って六角定頼の仲立ちによる講和が成立し、三好長慶は遊佐長教の娘と政略結婚を結んだ。

### 新たな対立の構図
5月6日に池田信正（久宗）が晴元の屋敷で切腹させられたが、これは三好氏の長老格である三好政長の進言よるものと言われる。長慶は政長に対して不信を抱き、政長の誅殺を晴元に願ったが聞き入れられなかった。晴元から離反した長慶は姻戚関係を元に遊佐長教と結び、天文18年（1549年）の江口の戦いで晴元・政長と激突した。
永正の錯乱から始まった細川氏両派の争いは、三好長慶を中心とする新たな抗争の構図に移行し、織田信長の畿内制圧までの間、三好氏が畿内の動向を左右するきっかけになった戦いでもある。